# Municipio de Noble (Iowa)
El municipio de Noble (en inglés: Noble Township) es un municipio ubicado en el condado de Cass en el estado estadounidense de Iowa. En el año 2010 tenía una población de 324 habitantes y una densidad poblacional de 3,54 personas por km².

## Geografía
El municipio de Noble se encuentra ubicado en las coordenadas 41°12′5″N 94°59′4″O / 41.20139, -94.98444. Según la Oficina del Censo de los Estados Unidos, el municipio tiene una superficie total de 91.41 km², de la cual 91,41 km² corresponden a tierra firme y (0 %) 0 km² es agua.

## Demografía
Según el censo de 2010, había 324 personas residiendo en el municipio de Noble. La densidad de población era de 3,54 hab./km². De los 324 habitantes, el municipio de Noble estaba compuesto por el 99,07 % blancos, el 0,31 % eran de otras razas y el 0,62 % eran de una mezcla de razas. Del total de la población el 0,93 % eran hispanos o latinos de cualquier raza.